# تماكن
التماكن (بالإنجليزية: Sympatry)‏ في علم الأحياء هو الحالة التي يوجد فيها نوعان أو مجموعتان في نفس المنطقة الجغرافية وفي نفس الزمان ولذا يتقابلان في كثير من الأحيان. يُقال أن هذه الأنواع متماكنة لأنها توجد في نفس المكان والزمان. تمثل مجموعة التهجين التي انقسمت إلى نوعين أو أكثر من الأنواع المختلفة التي تشترك على نطاق واسع مثالاً على الانتواع المتماكن. قد يكون هذا الانتواع نتاجًا للعزلة التكاثرية - التي تمنع النسل الهجين من أن يكون قابلاً للحياة أو قادرًا على التكاثر، وبالتالي تقليل تدفق الجينات - مما يؤدي إلى الاختلاف الجيني.
الأنواع المتماكنة في المعنى الواسع لها نطاقات جغرافية متداخلة، أما في علم البيئة فيغلبُ أن يُستخدم تعريف أضيق يصف الأنواع التي تعيش في نفس المجتمع المحلي وتكون قريبة قُربًا يكفي للتفاعل.
يهتم علماء البيئة بشكل خاص بمقارنات بين المجموعات السكانية والأنواع التي تحدث في كل من التماكن والتباين، وقد ساهمت دراسة التماكن في بعض الأفكار الأكثر أهمية وإثارة للجدل أيضًا في علم البيئة وعلم الأحياء التطوري.

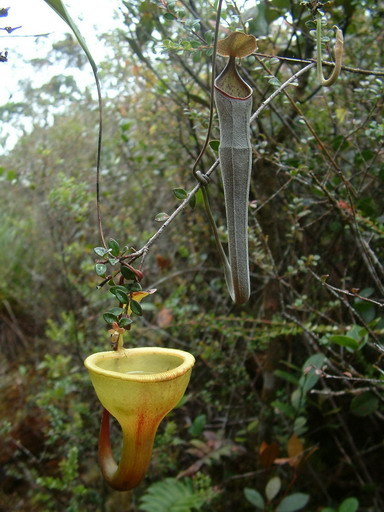
نباتات الإبريق المتماكنة.